# رایشندورف
رایشندورف (به آلمانی: Reichendorf) یک منطقهٔ مسکونی در اتریش است که در وایتس واقع شده‌است. رایشندورف ۴٫۹۳ کیلومتر مربع مساحت دارد ۳۹۰ متر بالاتر از سطح دریا واقع شده‌است.